# Oldenburgi Nagyhercegség
Az Oldenburgi Nagyhercegség (németül: Großherzogtum Oldenburg) az 1815-ös bécsi kongresszus által létrehozott történelmi államalakulat, ami a Német Szövetség tagja volt. Az 1866-os porosz–osztrák–olasz háborúban a poroszok mellé álltak, ezzel az újonnan létrehozott Északnémet Szövetség tagjai lettek, majd 1871-ben a Német Császárság egyik tagállamává váltak. Az első világháború lezárultával, 1918. november 11-ével Frigyes Ágost nagyherceg lemondott trónjáról, majd kikiáltották az Oldenburgi Szabadállamot.
A Nagyhercegség három egymástól távol eső területből állt: Oldenburg, Eutin és Birkenfeld. A legnagyobb központi terület (Oldenburg) az Északi-tenger közelségében terült el, és Hannover és Bréma tartományok határolták. Az oldenburgi síksággal szemben a birkenfeldi régió a Hunsrück-hegységnél feküdt, a Rajna-vidéken belül. A harmadik, legészakabbra fekvő területet, Eutint, a Schleswig–Holstein tartomány és Lübeck határolta.
Az állam fővárosa Oldenburg (Oldb) volt, ami egyben a nagyhercegség legjelentősebb gazdasági, politikai és kulturális központja is volt. Alkotmányos monarchia révén az állam feje a mindenkori nagyherceg volt, míg a kormányzati végrehajtó hatalmat az uralkodó által kinevezett államminiszter (Staatsminister) gyakorolta. A Német Császárság tagállamaként egy szavazattal rendelkezett a Bundesratban, és három képviselővel a Reichstagban. A nagyhercegek az Oldenburg-házból kerültek ki.

## Nagyhercegek
- I. Péter (1823–29)
- I. Ágost (1829–53)
- II. Péter (1853–1900)
- Frigyes Ágost (1900–18)